# Hagesteinsebrug
Hagesteinsebrug lub Lekbrug bij Hagestein – most drogowy nad rzeką Lek pomiędzy Nieuwegein i Vianen, w prowincji Utrecht, w Holandii. Został wybudowany w latach 1975–1981 i otwarty 24 czerwca 1981 roku. Jego rozpiętość wynosi 740 m. Przez most biegnie autostrada A27.